# Masteria pecki
Espèce
Masteria pecki est une espèce d'araignées mygalomorphes de la famille des Dipluridae.

## Distribution
Cette espèce est endémique de Jamaïque.

## Publication originale
- Gertsch, 1982 : The troglobitic mygalomorphs of the Americas (Arachnida, Araneae). Association of Mexican Cave Studies Bulletin, vol. 8, p. 79-94.